# Temporada 1993-94 de la NBA
La temporada 1993-94 de la NBA fue la cuadragésimo octava en la historia de la liga. La temporada finalizó con Houston Rockets como campeones tras ganar a New York Knicks por 4-3.

## Aspectos destacados
- Justo antes de que comenzara la temporada, Michael Jordan sorprendió al mundo del baloncesto al anunciar su primera retirada del baloncesto debido a la muerte de su padre. Jordan regresaría a las canchas en marzo de 1995.
- Houston Rockets ganó los 15 primeros partidos de la temporada, igualando el récord de mejor arranque de temporada de Washington Capitols de 1948, continuando hasta el 22-1 antes de finalizar la campaña con un balance de 58-24.
- Chicago Bulls jugó su última temporada en el Chicago Stadium.
- Atlanta Hawks traspasó a Dominique Wilkins a Los Angeles Clippers a cambio de Danny Manning.
- Cleveland Cavaliers disputó su último partido en el Richfield Coliseum.
- San Antonio Spurs jugó su primera campaña en el Alamodome.
- Magic Johnson debutó como entrenador de los Lakers, pero a pesar de ello el equipo no logró clasificarse para los playoffs por cuarta vez en su historia, y Johnson rechazó continuar para la siguiente temporada.
- El All-Star Game de la NBA de 1994 se disputó en el Target Center de Minneapolis, Minnesota, con victoria del Este sobre el Oeste por 127-118. Scottie Pippen, de Chicago Bulls, ganó el premio al MVP del partido.
- Denver Nuggets hizo historia en los playoffs al convertirse en el primer equipo clasificado en la octava posición en eliminar al equipo con mejor balance de su conferencia. Los Nuggets batieron a Seattle SuperSonics en primera ronda por 3-2.
- Fueron las últimas Finales que llegaron hasta los siete partidos hasta 2005. También fue la única vez en la que las Finales de la NBA y la Stanley Cup se alargaban hasta el séptimo encuentro e implicaba a equipos de la misma ciudad.
- El último día de la temporada, el pívot de los Spurs David Robinson anotó 71 puntos ante Los Angeles Clippers y se hizo con el título de máximo anotador.
- New York Knicks se quedó a un partido de disputar el máximo número posible de encuentros de playoffs.

## Clasificaciones

### Conferencia Este
| Equipo             | V  | D  | %V   | P  |
| ------------------ | -- | -- | ---- | -- |
| New York Knicks    | 57 | 25 | .695 | -  |
| Orlando Magic      | 50 | 32 | .610 | 7  |
| New Jersey Nets    | 45 | 37 | .549 | 12 |
| Miami Heat         | 42 | 40 | .512 | 15 |
| Boston Celtics     | 32 | 50 | .390 | 25 |
| Philadelphia 76ers | 25 | 57 | .305 | 32 |
| Washington Bullets | 24 | 58 | .293 | 33 |

| Equipo              | V  | D  | %V   | P  |
| ------------------- | -- | -- | ---- | -- |
| Atlanta Hawks       | 57 | 25 | .695 | -  |
| Chicago Bulls       | 55 | 27 | .671 | 2  |
| Cleveland Cavaliers | 47 | 35 | .573 | 10 |
| Indiana Pacers      | 47 | 35 | .573 | 10 |
| Charlotte Hornets   | 41 | 41 | .500 | 16 |
| Milwaukee Bucks     | 20 | 62 | .244 | 37 |
| Detroit Pistons     | 20 | 62 | .244 | 37 |

| Equipo                 | V  | D  | %V   | P  |
| ---------------------- | -- | -- | ---- | -- |
| Houston Rockets C      | 58 | 24 | .707 | -  |
| San Antonio Spurs      | 55 | 27 | .671 | 3  |
| Utah Jazz              | 53 | 29 | .646 | 5  |
| Denver Nuggets         | 42 | 40 | .512 | 16 |
| Minnesota Timberwolves | 20 | 62 | .244 | 38 |
| Dallas Mavericks       | 13 | 69 | .159 | 45 |

| Equipo                 | V  | D  | %V   | P  |
| ---------------------- | -- | -- | ---- | -- |
| Seattle SuperSonics    | 63 | 19 | .768 | -  |
| Phoenix Suns           | 56 | 26 | .683 | 7  |
| Golden State Warriors  | 50 | 32 | .610 | 13 |
| Portland Trail Blazers | 47 | 35 | .573 | 16 |
| Los Angeles Lakers     | 33 | 49 | .402 | 30 |
| Sacramento Kings       | 28 | 54 | .341 | 35 |
| Los Angeles Clippers   | 27 | 55 | .329 | 36 |

* V: Victorias
* D: Derrotas
* %V: Porcentaje de victorias
* P: Partidos de diferencia respecto a la primera posición
* C: Campeón

## Playoffs
|  | Primera Ronda     | Primera Ronda | Primera Ronda |   |             | Semifinales de Conferencia | Semifinales de Conferencia | Semifinales de Conferencia |  |    | Finales de Conferencia | Finales de Conferencia | Finales de Conferencia |  |    | Finales de la NBA | Finales de la NBA | Finales de la NBA |
|  |                   |               |               |   |             |                            |                            |                            |  |    |                        |                        |                        |  |    |                   |                   |                   |
|  | E1                | Atlanta*      | 3             |   |             |                            |                            |                            |  |    |                        |                        |                        |  |    |                   |                   |                   |
|  | E8                | Miami         | 2             |   |             |                            |                            |                            |  |    |                        |                        |                        |  |    |                   |                   |                   |
|  | E8                | Miami         | 2             |   | E1          | Atlanta*                   | 2                          |                            |  |    |                        |                        |                        |  |    |                   |                   |                   |
|  |                   |               |               |   | E1          | Atlanta*                   | 2                          |                            |  |    |                        |                        |                        |  |    |                   |                   |                   |
|  |                   | E5            | Indiana       | 4 |             |                            |                            |                            |  |    |                        |                        |                        |  |    |                   |                   |                   |
|  | E4                | E5            | Indiana       | 4 | Orlando     | 0                          |                            |                            |  |    |                        |                        |                        |  |    |                   |                   |                   |
|  | E4                |               |               |   | Orlando     | 0                          |                            |                            |  |    |                        |                        |                        |  |    |                   |                   |                   |
|  | E5                | Indiana       | 3             |   |             |                            |                            |                            |  |    |                        |                        |                        |  |    |                   |                   |                   |
|  | E5                | Indiana       | 3             |   |             |                            |                            |                            |  | E5 | Indiana                | 3                      |                        |  |    |                   |                   |                   |
|  | Conferencia Este  |               |               |   |             |                            |                            |                            |  | E5 | Indiana                | 3                      |                        |  |    |                   |                   |                   |
|  |                   | E2            | New York*     | 4 |             |                            |                            |                            |  |    |                        |                        |                        |  |    |                   |                   |                   |
|  | E3                | E2            | New York*     | 4 | Chicago     | 3                          |                            |                            |  |    |                        |                        |                        |  |    |                   |                   |                   |
|  | E3                |               |               |   | Chicago     | 3                          |                            |                            |  |    |                        |                        |                        |  |    |                   |                   |                   |
|  | E6                | Cleveland     | 0             |   |             |                            |                            |                            |  |    |                        |                        |                        |  |    |                   |                   |                   |
|  | E6                | Cleveland     | 0             |   | E3          | Chicago                    | 3                          |                            |  |    |                        |                        |                        |  |    |                   |                   |                   |
|  |                   |               |               |   | E3          | Chicago                    | 3                          |                            |  |    |                        |                        |                        |  |    |                   |                   |                   |
|  |                   | E2            | New York*     | 4 |             |                            |                            |                            |  |    |                        |                        |                        |  |    |                   |                   |                   |
|  | E2                | E2            | New York*     | 4 | New York*   | 3                          |                            |                            |  |    |                        |                        |                        |  |    |                   |                   |                   |
|  | E2                |               |               |   | New York*   | 3                          |                            |                            |  |    |                        |                        |                        |  |    |                   |                   |                   |
|  | E7                | New Jersey    | 1             |   |             |                            |                            |                            |  |    |                        |                        |                        |  |    |                   |                   |                   |
|  | E7                | New Jersey    | 1             |   |             |                            |                            |                            |  |    |                        |                        |                        |  | E2 | New York*         | 3                 |                   |
|  |                   |               |               |   |             |                            |                            |                            |  |    |                        |                        |                        |  | E2 | New York*         | 3                 |                   |
|  |                   | O2            | Houston*      | 4 |             |                            |                            |                            |  |    |                        |                        |                        |  |    |                   |                   |                   |
|  | O1                | O2            | Houston*      | 4 | Seattle*    | 2                          |                            |                            |  |    |                        |                        |                        |  |    |                   |                   |                   |
|  | O1                |               |               |   | Seattle*    | 2                          |                            |                            |  |    |                        |                        |                        |  |    |                   |                   |                   |
|  | O8                | Denver        | 3             |   |             |                            |                            |                            |  |    |                        |                        |                        |  |    |                   |                   |                   |
|  | O8                | Denver        | 3             |   | O8          | Denver                     | 3                          |                            |  |    |                        |                        |                        |  |    |                   |                   |                   |
|  |                   |               |               |   | O8          | Denver                     | 3                          |                            |  |    |                        |                        |                        |  |    |                   |                   |                   |
|  |                   | O5            | Utah          | 4 |             |                            |                            |                            |  |    |                        |                        |                        |  |    |                   |                   |                   |
|  | O4                | O5            | Utah          | 4 | San Antonio | 1                          |                            |                            |  |    |                        |                        |                        |  |    |                   |                   |                   |
|  | O4                |               |               |   | San Antonio | 1                          |                            |                            |  |    |                        |                        |                        |  |    |                   |                   |                   |
|  | O5                | Utah          | 3             |   |             |                            |                            |                            |  |    |                        |                        |                        |  |    |                   |                   |                   |
|  | O5                | Utah          | 3             |   |             |                            |                            |                            |  | O5 | Utah                   | 1                      |                        |  |    |                   |                   |                   |
|  | Conferencia Oeste |               |               |   |             |                            |                            |                            |  | O5 | Utah                   | 1                      |                        |  |    |                   |                   |                   |
|  |                   | O2            | Houston*      | 4 |             |                            |                            |                            |  |    |                        |                        |                        |  |    |                   |                   |                   |
|  | O3                | O2            | Houston*      | 4 | Phoenix     | 3                          |                            |                            |  |    |                        |                        |                        |  |    |                   |                   |                   |
|  | O3                |               |               |   | Phoenix     | 3                          |                            |                            |  |    |                        |                        |                        |  |    |                   |                   |                   |
|  | O6                | Golden State  | 0             |   |             |                            |                            |                            |  |    |                        |                        |                        |  |    |                   |                   |                   |
|  | O6                | Golden State  | 0             |   | O3          | Phoenix                    | 3                          |                            |  |    |                        |                        |                        |  |    |                   |                   |                   |
|  |                   |               |               |   | O3          | Phoenix                    | 3                          |                            |  |    |                        |                        |                        |  |    |                   |                   |                   |
|  |                   | O2            | Houston*      | 4 |             |                            |                            |                            |  |    |                        |                        |                        |  |    |                   |                   |                   |
|  | O2                | O2            | Houston*      | 4 | Houston*    | 3                          |                            |                            |  |    |                        |                        |                        |  |    |                   |                   |                   |
|  | O2                |               |               |   | Houston*    | 3                          |                            |                            |  |    |                        |                        |                        |  |    |                   |                   |                   |
|  | O7                | Portland      | 1             |   |             |                            |                            |                            |  |    |                        |                        |                        |  |    |                   |                   |                   |

## Estadísticas
| Categoría                    | Jugador            | Equipo                 | Estadísticas |
| ---------------------------- | ------------------ | ---------------------- | ------------ |
| Puntos por partido           | David Robinson     | San Antonio Spurs      | 29.8         |
| Rebotes por partido          | Dennis Rodman      | San Antonio Spurs      | 17.3         |
| Asistencias por partido      | John Stockton      | Utah Jazz              | 12.6         |
| Robos por partido            | Nate McMillan      | Seattle SuperSonics    | 3.0          |
| Tapones por partido          | Dikembe Mutombo    | Denver Nuggets         | 4.1          |
| Porcentaje de tiros de campo | Shaquille O'Neal   | Orlando Magic          | 59.9         |
| Porcentaje de tiros libres   | Mahmoud Abdul-Rauf | Denver Nuggets         | 95.6         |
| Porcentaje de tiros de tres  | Tracy Murray       | Portland Trail Blazers | 45.9         |

## Premios
- MVP de la Temporada
  -  Hakeem Olajuwon (Houston Rockets)
- Rookie del Año
  -  Chris Webber (Golden State Warriors)
- Mejor Defensor
  -  Hakeem Olajuwon (Houston Rockets)
- Mejor Sexto Hombre
  -  Dell Curry (Charlotte Hornets)
- Jugador Más Mejorado
  -  Don MacLean (Washington Bullets)
- Entrenador del Año
  -  Lenny Wilkens (Atlanta Hawks)

| - Primer Quinteto de la Temporada - A - Karl Malone, Utah Jazz - A - Scottie Pippen, Chicago Bulls - P - Hakeem Olajuwon, Houston Rockets - B - John Stockton, Utah Jazz - B - Latrell Sprewell, Golden State Warriors | - Segundo Quinteto de la Temporada - Shawn Kemp, Seattle SuperSonics - Charles Barkley, Phoenix Suns - David Robinson, San Antonio Spurs - Mitch Richmond, Sacramento Kings - Kevin Johnson, Phoenix Suns | - Tercer Quinteto de la Temporada - Dominique Wilkins, Atlanta Hawks/Los Angeles Clippers - Derrick Coleman, New Jersey Nets - Shaquille O'Neal, Orlando Magic - Mark Price, Cleveland Cavaliers - Gary Payton, Seattle SuperSonics |

| - Primer Quinteto Defensivo - Scottie Pippen, Chicago Bulls - Charles Oakley, New York Knicks - Hakeem Olajuwon, Houston Rockets - Gary Payton, Seattle SuperSonics - Mookie Blaylock, Atlanta Hawks | - 2.º Mejor Quinteto Defensivo - Dennis Rodman, San Antonio Spurs - Horace Grant, Chicago Bulls - David Robinson, San Antonio Spurs - Nate McMillan, Seattle SuperSonics - Latrell Sprewell, Golden State Warriors |

| - Mejor Quinteto de Rookies - Isaiah Rider, Minnesota Timberwolves - Anfernee Hardaway, Orlando Magic - Chris Webber, Golden State Warriors - Jamal Mashburn, Dallas Mavericks - Vin Baker, Milwaukee Bucks | - 2.º Mejor Quinteto de Rookies - Shawn Bradley, Philadelphia 76ers - Lindsey Hunter, Detroit Pistons - Toni Kukoč, Chicago Bulls - Dino Radja, Boston Celtics - Nick Van Exel, Los Angeles Lakers |